# Cardamine heptaphylla
Cardamine heptaphylla là một loài thực vật có hoa trong họ Cải. Loài này được (Vill.) O.E.Schulz mô tả khoa học đầu tiên năm 1903.